# Underbelly Files: Chopper
Underbelly Files: Chopper, es una miniserie australiana transmitida del 11 de febrero del 2018 al 12 de febrero del 2018 por medio de la cadena Nine Network. La miniserie es parte de la franquicia de Underbelly.

## Historia
La serie cuenta la historia del notorio criminal y autor australiano Mark "Chopper" Read, un famoso standover de Tasmania.

## Personajes

### Personajes principales
| Actor             | Personaje           | Ocupación / Trabajo                           | N.º de episodios | Duración |
| ----------------- | ------------------- | --------------------------------------------- | ---------------- | -------- |
| Aaron Jeffery     | Mark "Chopper" Read | Criminal / Autor                              | 2                | 2018     |
| Michael Caton     | Keith Read          | Padre de Chopper                              | 2                | 2018     |
| Todd Lasance      | Syd Collins         | Enemigo de Bikie Boss y Chopper               | 2                | 2018     |
| Ella Scott Lynch  | Margaret Read       | Segunda Esposa de Chopper                     | 2                | 2018     |
| Vince Colosimo    | Alphonse Gangitano  | Criminal / Miembro de la banda "Carlton Crew" | 2                | 2018     |
| Kevin Harrington  | Lewis Moran         | Criminal / Miembro de la banda "Carlton Crew" | 2                | 2018     |
| Debra Byrne       | Judy Moran          | Esposa de Lewis                               | 2                | 2018     |
| Reef Ireland      | Trent Anthony       | -                                             | 2                | 2018     |
| Jane Allsop       | Det. Martin         | Detective                                     | 2                | 2018     |
| Alex Tsitsopoulos | Det. Hendry         | Detective                                     | 2                | 2018     |
| Zoe Ventoura      | Mary Ann Hodge      | Primera Esposa de Chopper                     | 1                | 2018     |

### Personajes Recurrentes
| Actor             | Personaje                      | Trabajo               | N.º de episodios | Duración |
| ----------------- | ------------------------------ | --------------------- | ---------------- | -------- |
| Marny Kennedy     | Jassic                         | Oficial de la Policía | 1                | 2018     |
| Rhys Mitchell     | Smiley                         | Oficial de la Policía | 1                | 2018     |
| Septimus Caton    | Keith Read (de joven)          | -                     | 1                | 2018     |
| Thomas Fisher     | Mark "Chopper" Read (de joven) | -                     | 1                | 2018     |
| Maggie Orr        | Margaret (de joven)            | -                     | 1                | 2018     |
| Alex Williams     | Jared Hamill                   | -                     | 1                | 2018     |
| James O'Connell   | Kane Donovan                   | -                     | 1                | 2018     |
| Cassandra Magrath | Sparks                         | -                     | 1                | 2018     |
| Krista Vendy      | Fanny                          | -                     | 1                | 2018     |
| Jacqui Williams   | Marci                          | -                     | 1                | 2018     |
| Heidi Sprague     | Gaily                          | -                     | 1                | 2018     |
| Anna Bamford      | Elizabeth Allman               | -                     | 1                | 2018     |
| Sebastian Court   | Roy Read                       | -                     | 1                | 2018     |

### Otros personajes
| Actor               | Personaje | Trabajo                 | N.º de episodios | Duración |
| ------------------- | --------- | ----------------------- | ---------------- | -------- |
| Rikki-Lee Lacco     | -         | Crim Groupie            | 2                | 2018     |
| Tim Constantine     | -         | Objetante               | 2                | 2018     |
| Arthur Giamalidis   | -         | Objetante               | 2                | 2018     |
| Susannah Hooper     | -         | Bailarina               | 2                | 2018     |
| Frankie Valentine   | -         | Bailarina               | 2                | 2018     |
| Olivia Charalambous | -         | Mujer en la Audiencia   | 2                | 2018     |
| Genevieve Kingsford | -         | Mujer en la Audiencia   | 2                | 2018     |
| Ian Rooney          | -         | Juez                    | 1                | 2018     |
| Deone Zanotto       | -         | Productora              | 1                | 2018     |
| Heidi Valkenburg    | -         | Doctora                 | 1                | 2018     |
| Kia Luby            | -         | Mujer en el Casino      | 1                | 2018     |
| Rafferty Grierson   | -         | Niña                    | 1                | 2018     |
| Philip Manifavas    | -         | Niño                    | 1                | 2018     |
| Grace Quealy        | -         | Reportera               | 1                | 2018     |
| Luke Stephens       | -         | Oficial                 | 1                | 2018     |
| Joss Gower          | -         | Oficial de Policía      | 1                | 2018     |
| Wayne Cartwright    | -         | Oficial de Policía      | 1                | 2018     |
| Warwick Sadler      | -         | Guardaespaldas          | 1                | 2018     |
| Nathan James        | -         | Guardaespaldas          | 1                | 2018     |
| Cait Spiker         | -         | Cazadora de Autógrafos  | 1                | 2018     |
| Richard Anastasios  |           | Cazador de Autógrafos   | 1                | 2018     |
| Tim Harris          | -         | Barman                  | 1                | 2018     |
| Tasi Niumata        | -         | Miembro de Crim         | 1                | 2018     |
| Rosco Campbell      | -         | Tassie Crim             | 1                | 2018     |
| Marky Lee Campbell  |           | Conductor de Monaro     | 1                | 2018     |
| Jim Petropoulos     |           | Motociclista            | 1                | 2018     |
| Chris Gray          |           | Motociclista            | 1                | 2018     |
| Jon Von Goes        | -         | Celebrante              | 1                | 2018     |
| Ferdinand Hoang     | -         | Controlador de Apuestas | 1                | 2018     |
| Chris Masters Mah   | -         | Jugador de Ruleta       | 1                | 2018     |
| Roger Crook         | -         | Capataz                 | 1                | 2018     |
| Daniel Reader       | -         | Hombre Grande           | 1                | 2018     |
| Russell Frost       | -         | Hombre Holandés         | 1                | 2018     |
| Jayden Irving       | -         | Asesino del Niño        | 1                | 2018     |
| Mark Fitzgerald     | -         | -                       | -                | 2018     |

## Episodios
La miniserie estuvo conformada por 2 episodios.

## Producción
La séptima temporada fue anunciada en noviembre del 2016 y estará basada en el notorio gánster Mark "Chopper" Read, durante las décadas de 1970s, 80s y 90s. Se espera que la serie sea estrenada en el 2017.
La serie fue dirigida por Peter Andrikidis y escrita por Justin Monjo. 
Por otro lado la producción estuvo a cargo de Kerrie Mainwaring y Karl Zwicky, mientras que la producción ejecutiva estuvo en manos de Rory Callaghan. 
A principios de junio de 2017 se anunció que el actor Aaron Jeffery interpretaría el papel principal de Mark "Chopper" Read y el actor Michael Caton daría vida a su padre, Keith.
La miniserie contó con el apoyo de la compañía de producción "Screentime Pty Ltd" y fue distribuida por la cadena australiana Nine Network.